# Стефані Адамс
Сте́фані А́дамс (англ. Stephanie Adams; 1970–2018) — американська модель та письменниця. Була Playmate журналу Playboy в листопаді 1992 року.

## Життєпис

### Ранні роки
Адамс народилася в Орінджі і була вихована своїми тітками Джойс і Перл, колишніми моделями, які спонукали її почати кар'єру моделі у віці 16-ти років.

### Кар'єра
Закінчивши середню школу, Адамс почала кар'єру моделі з фотосесій журналів Seventeen, Venus Swimwear та комерційних рекламних роликах Clairol. Вона з'явилася як «Міс листопад-1992» в журналі Playboy, в той час працюючи за контрактом з Wilhelmina Models. Пізніше вона перейшла в Elite Model Management після того, як стала співпрацювати з її генеральним директором Джоном Касабланкасом.
Адамс здобула ступінь бакалавра в Університеті Ферлей Дікінсона в 1992 році. Вона з'явилася на обкладинці Village Voice. 20 листопада 2003 року з'явилася в епізоді «Top 10» у шоу «Пізнє шоу з Девідом Леттерманом» на честь 50-річчя журналу Playboy.
У 2003 році Адамс опублікувала свою першу книгу, присвячену її покійній тітці, під назвою «Він бере тільки найкраще», а потім книгу на честь її іншої тітки Перл, під назвою «Охоронець». Адамс випустила близько двох десятків метафізичних книг, астрологічних календарів і наборів карт таро, що продавалися під брендом Goddessy. Вона також опублікувала роман «Імператриця» (2004) про долю жінок в Стародавньому Римі. У 2007 році заснувала власну видавничу компанію. 
Адамс була засновницею і генеральною директоркою компанії по догляду за шкірою Goddessy Organics. Разом з чоловіком вона була співвласницею Wall Street Chiropractic and Wellness.

### Особисте життя
На початку своєї кар'єри Адамс була одружена з італійським інвестиційним банкіром, але пізніше вони розлучилися. У лютневому випуску журналу «The Magazine» у 2003 році Адамс оголосила, що вона лесбійка, ставши першою моделлю Playboy, що зробила таке визнання. Однак у 2009 році Адамс оголосила, що одружується з чоловіком. Після весілля з нью-йоркським доктором-хіропрактиком Адамс оголосила, що йде з суспільного життя і велику частину часу буде проводити з чоловіком і сином.

## Смерть
Ввечері 17 травня 2018 року Адамс, разом з її 7-річним сином Вінсентом, оселилася в пентхаусі на 25 поверсі в готелі «Gotham» в Манхеттені. Зранку обоє були знайдені мертвими на балконі другого поверху в задньому дворі готелю. За даними співробітників правоохоронних органів, Адамс і її чоловік боролися за опіку над сином і за кілька годин до реєстрації в готелі Адамс сказала «New York Post», що її чоловік і його адвокат заважають їй з'їздити у відпустку разом з сином. Смерть Адамс була визнана самогубством, а смерть її сина — вбивством.